# Slezenasta primula
Slezenasta primula (znanstveno ime Primula malacoides) je predstavnica jegličevk. Ta enoletna rastlina je priljubljena lončnica, cveti ob koncu zime oz. med januarjem in marcem. Njena domovina je v provinci Junan v Ljudski republiki Kitajski.

## Izgled in gojenje
Slezenasta primula zraste v višino do 30 centimetrov. Njeni listi so razporejeni v rozete.
Včasih so bile skupine cvetov razvrščene v nadstropjih, ena nad drugo, novejši vzgojni cilji pa predvidevajo zbito rast in kompakten cvetni kobul, ki učinkujeta bolj bogato. Prvotno so bili cvetovi slezenaste primule nežno vijoličasti - podobno kot pri lipovki (zato je v nekaterih jezikih imenovana tudi lipovkina primula). Danes so cvetovi slezenaste primule v več nivojih, njihove barve pa so: bela, bledo slezenasta, rožnata ali rdeča.
Rastlina cveti od osem do deset tednov. Pomembno je da ni direktno izpostavljena soncu, saj vedno potrebuje vlago. Bolje in dlje uspeva pri nižjih temperaturah, idealna temperatura je od 10 do 12 °C.
Gnojimo jo enkrat na teden s tekočim gnojilom.
Včasih se pojavijo uši, ki jih odstranimo tako da rastlino speremo s curkom mrzle vode.
Če ima rastlina rumene ožgane liste, to pomeni da je bila preveč na soncu in jo moramo zato prestaviti.